# Hedfingersvamp
Hedfingersvamp (Clavaria argillacea) är en svampart som beskrevs av Fr. 1821. Hedfingersvamp ingår i släktet Clavaria och familjen fingersvampar.  Arten är reproducerande i Sverige. Inga underarter finns listade i Catalogue of Life.